# Poggio Berni
Poggio Berni (E Póz in romagnolo) è la frazione capoluogo del comune italiano di Poggio Torriana, in provincia di Rimini.

Già comune autonomo con frazioni Camerano, Sant'Andrea, Santo Marino e Trebbio, il 1º gennaio 2014 è confluito nel nuovo ente assieme al comune di Torriana; nei territori dei due ex comuni lo Statuto ha istituito i municipi quali organismi di decentramento.

Posizione dell'ex comune di Poggio Berni nella provincia di Rimini.

## Storia
Durante il Medioevo fu feudo dei Malatesta che fortificarono il borgo. Nel 1600 passò alla famiglia toscana dei principi Montemaggi, passati alla storia per la loro umanità. Don Sebastiano si adoperò con i gran duchi per fornire alle ragazze povere da marito un'adeguata dote,  mentre don Giacomo cercò di rendere meno disumana la prigionia ai carcerati rinchiusi nelle grotte piene d'acqua.
Nel 1763 fu acquistato da papa Clemente XIII ed entrò a far parte dello Stato Pontificio (Legazione di Romagna). Nel 1816, con la suddivisione del territorio romagnolo in due Legazioni, fu assegnata alla Legazione di Forlì. Con il plebiscito del marzo 1860 Poggio Berni entrò a far parte del Regno di Sardegna, che l'anno dopo divenne Regno d'Italia.

### Simboli

Stemma del comune di Poggio Berni

Lo stemma comunale che raffigurava san Giorgio che uccide il drago, era stato riconosciuto con DPCM dell'11 agosto 1952. Il gonfalone, concesso con DPR del 6 ottobre 1953, era un drappo partito di azzurro e di bianco.

## Monumenti e luoghi d'interesse
Poco è rimasto del castello medievale fortificato nel 1335 dai Malatesta. Ben conservato è il quattrocentesco Palazzo Marcosanti, un tempo fattoria fortificata, oggi sede di un'attività agrituristica. Con la "tomba" Palazzo Tosi offre due esempi di architettura del passato di epoche diverse.
Sempre lungo il Marecchia, si trovano tre mulini ben conservati. 
È presente un centro Pesca affiliato al CONI che ha recentemente ospitato i campionati nazionali nei laghetti FIPSAS.

### Palazzo Marcosanti
Le origini di Palazzo Marcosanti risalgono alla fine del XIII secolo, ed era considerato il "Castello dei Matrimoni", proprio perché qui vi si celebravano le nozze tra le più illustri e potenti famiglie dell'epoca.
I Malatesta, i Della Rovere, i Doria, i Montefeltro, i Gonzaga, i Medici e gli Albani dimorarono a Palazzo Marcosanti, il cui nome risale ai proprietari che lo acquistarono nel XIX secolo. Interessanti i due portali ogivali risalenti all'inizio del XIV secolo: uno in pietra d'Istria e l'altro in cotto. Quest'ultimo presenta un archinvolto ornato dal motivo araldico della scacchiera.

## Società

### Evoluzione demografica
Abitanti censiti